# Distrito de Pampas Grande
El distrito de Pampas Grande es uno de los doce distritos de la provincia de Huaraz, ubicado en la vertiente occidental de la cordillera Negra, en la Región Áncash, que conforma la República del Perú. El número de habitantes del distrito según el censo de 2017 es de 1044 hab. en un área de 357,81 km² y su densidad poblacional es de 2.91 hab./km². La capital del distrito es el pueblo de Pampas Grande, fundado como San Jerónimo de Pampas, está ubicado al sureste del distrito (9°39′27″S 77°49′36″O / -9.6574629, -77.8267218)   
Pampas Grande fue creado el 25 de julio de 1857, durante el gobierno de Ramón Castilla. Mediante Ley N.º 29846 del 15 de marzo de 2012 se le cambió el nombre de Pampas a Pampas Grande tanto al distrito como a su capital.
Entre el 29 de septiembre y el 2 de octubre se realiza la más importante actividad religiosa de la zona, denominada Fiesta patronal de Pampas Grande en honor a San Jerónimo. Entre sus iconos turísticos están el picacho de Canchón y el cerro Bombón.

## Geografía

### Ubicación
El distrito de Pampas Grande se encuentra al suroeste de la Provincia de Huaraz en el Departamento de Ancash. Las coordenadas de la ciudad son 12°23′53.4″S 74°52′6″O. Esta ciudad pertenece a la Región Jalca al estar ubicado a 3.690 m.s.n.m.
Limita al noreste con el Distrito de Pariacoto y el Distrito de Colcabamba, al este con el Distrito de La Libertad, al sur con el Distrito de Huanchay, al suroeste con la Provincia de Huarmey y al noroeste con la Provincia de Casma.
| Noroeste: Provincia de Casma   | Norte: Distrito de Pariacoto | Noreste: Distrito de Pariacoto, Distrito de Colcabamba |
| Oeste: Provincia de Huarmey    |                              | Este: Distrito de La Libertad                          |
| Suroeste: Provincia de Huarmey | Sur: Distrito de Huanchay    | Sureste: Distrito de Huanchay                          |

## Historia

### Presencia en el antiguo Perú e Imperio Inca
Según la teoría autoctonista de Julio César Tello, los primeros pobladores de la región peruana fueron los chavín, quienes se establecieron en los valles del Puccha y Yanamayo después de migrar desde la Amazonia. Por otro lado, Max Uhle propuso la teoría inmigracionista, según la cual de los hombres chavín descendían de las culturas Chimú y Nazca, las cuales, a su vez, estarían relacionadas con la civilización Maya. Es importante señalar que estas teorías fueron formuladas antes del descubrimiento de la antigua ciudad estado de Caral, ubicada al norte de Lima, y que es considerablemente más antigua que la civilización chavín.
El antiguo hombre de Pampas llegó a la región como cazador y posteriormente se volvió sedentario, desarrollando la domesticación de plantas y animales como los auquénidos. Durante el Intermedio Temprano (200 a. C. - 700 d. C.), en la transición entre la cultura chavín y la cultura recuay, surgieron los asentamientos de Kajur, Cuchicoto y Huamancalla.
En el intermedio tardío (1200-1438 d. C.), las tribus principales, unidas por el idioma, las costumbres y la religión, se organizaron en reinos o señoríos, formando la nación de los huailas. El territorio huailas abarcaba el valle del río Santa, conocido como el callejón de Huaylas, y gran parte de la cordillera negra. Sus límites se extendían desde el cañón del Pato al norte, hasta la meseta de Conococha al sur, que coincide con las actuales provincias de Recuay, Huaraz, Carhuaz, Yungay y la provincia de Huaylas.
Después de una larga y difícil resistencia contra el Imperio inca en expansión liderado por Cápac Yupanqui, el señorío de Huaylas, en alianza con los Conchucos, Piscopampas, Siguas y Huaris, se rindió al Sapa Inca, pero a un alto costo. El templo más importante de los Huaylas, Pumacayán, fue destruido y, como muestra de sumisión, los curacas de las etnias mencionadas se vieron obligados a enviar a sus hijas para que se unieran al inca como esposas secundarias.
Siguiendo el sistema de organización poblacional impuesto por los incas, los huailas fueron subdivididos en dos parcialidades: Hanan Huaylas y Hurin Huaylas. Hanan Huaylas incluía las actuales provincias de Huaylas, Yungay y Carhuaz, mientras que Hurin Huaylas abarcaba las provincias de Huaraz, Recuay y Aija. Pampas se convirtió en parte de esta subdivisión bajo el centro administrativo inca de Recuay Viejo.
El sacerdote Augusto Soriano Infante recogió en 1953 un mito acerca de la fundación preinca de Pampas Grande.

Este relato habla de dos semidioses, uno macho: Canchón y otro hembra: Huascarán. 
Reinaron en Pampas Grande y eran esposos. Huascarán era una mujer hermosa de piel clara; era excelente cocinera; preparaba abundante comida para sus 32 hijos y su marido. El sabor de sus viandas tenía encantado a Canchón. La felicidad se enturbió cuando Huascarán descubrió que Canchón tenía una amante, Sutoc, mujer de piel trigueña que sedujo a Canchón con comidas menos abundantes pero más exquisitas, tenía un sobrino llamado Caullo que en secreto estaba enamorado de Huascarán. En venganza por la infidelidad de su marido, Huascarán ayudada por Caullo, le cortó a Canchón los genitales maldiciéndole para que en el futuro sería sexualmente un desecho humano. Sus testículos que fueron arrojados a la montaña, al rodar se convirtieron en peñascos, uno fue llamado Cuyocrumi (Piedra que se mueve) y el otro Huerururumi (Piedra semejante a la semilla del Huayruro, planta selvática). Igualmente Canchón al petrificarse originó una cumbre del mismo nombre. Sutoc corrió igual suerte dando origen a otra cima rodeada de sus hijos asimismo petrificados. Antes de petrificarse maldijo a Caullo augurándole que sus huesos servirían de estacas para atar animales y fabricar pincullos. De esta tragedia nació la
Cordillera Negra.
Huascarán abandonó su hogar y su tierra; enrumbó sus pasos hacia el norte seguida de sus 32 hijos que se rezagaban por ser algunos pequeños; los mayores que iban más deprisa se convirtieron en las cumbres de Huantsan y Yerupajá. Cansada y triste descansó en Asiac (hediondo) donde perdió un pañal de su hijito tierno que se convirtió en un glaciar. Allí orinó y defecó y tan pronto lo hizo su orina originó el lago de Conococha (lago tibio) y sus excretas a cimas rocosas. Continuó su marcha, agotada se sentó para descansar frente a Yungay, allí se convirtió en una elevada montaña de hielo con dos cabezas, porque cargaba a su espalda a su último hijo que era bebé. Sus demás hijos que no lograron alcanzarla al petrificarse uno tras otro se fueron convirtiendo en otras cimas. Así se formó la Cordillera Blanca con un elevado número de heleros y lagunas producto de las lágrimas de Huascarán y sus hijos

### Época virreinal
Después de la conquista, el territorio de Pampas pasó a formar parte de la encomienda de Recuay, que incluía también a los pueblos de Recuay y Aija. Inicialmente, esta encomienda estuvo en manos de los conquistadores Jerónimo de Aliaga y Sebastián de Torres hasta el año 1537, quedando en manos de Jerónimo de Aliaga hasta su regreso a España en 1550. A partir de ese año, la encomienda de Recuay se vio envuelta en disputas y quedó bajo el control de Juan de Aliaga hasta 1570, cuando se unió con la encomienda de Huaraz, siendo designado como encomendero don Hernando de Torres.

### Etapa republicana
A finales del siglo XVIII, los centros poblados campesinos de las parroquias del callejón de Huaylas desempeñaron un papel protagónico en las rebeliones que movilizaron a grandes masas de población. Estas revueltas fueron motivadas en gran parte por los tributos que debían pagar, así como por los abusos cometidos por los corregidores y hacendados, quienes se apropiaban de las tierras comunales situadas por encima de los 4000 m s. n. m. Estos levantamientos fueron los primeros movimientos sociales en la zona de Huaylas y reflejaron la crisis que atravesaba el virreinato. Estas protestas se extendieron por todo el Perú y América hasta que, en 1812, la corona española promulgó la Constitución de Cádiz con el fin de apaciguar los movimientos liberales de los sectores criollos y nativos, otorgándoles una mayor participación política y social. Esta constitución puso fin a la inquisición y limitó el poder de las autoridades virreinales, y en abril de 1812 se celebraron las primeras elecciones mediante el voto libre.
Durante el proceso de independencia del Perú, Pampas aportó un considerable número de hombres a las filas de los ejércitos libertadores. Además, el pueblo desempeñó un papel estratégico en la vigilancia para evitar el avance del ejército realista hacia Huaraz.

## Demografía
Según el censo realizado en 2017, el distrito de Pampas Grande contaba con una población de 956 habitantes, distribuidos equitativamente entre hombres y mujeres, con 477 varones y 479 mujeres (49,9% frente al 50,1%). De este total, 356 personas residían en el núcleo urbano de Pampas, mientras que el resto se establecía en los centros poblados de menor tamaño en las áreas rurales.
Durante las últimas dos décadas, el distrito ha experimentado un marcado descenso demográfico, perdiendo más de 500 habitantes en ese período. Este decrecimiento también se ha observado en la población del pueblo en particular, la cual ha disminuido entre los años 2005 y 2017. Este fenómeno se atribuye principalmente a la alta tasa de migración de jóvenes en busca de mejores oportunidades laborales, quienes eligen como destinos principales las ciudades de Lima y Huaraz.
| Gráfico de la evolución de la población de Pampas entre 1593 y 2017.                  |
| ------------------------------------------------------------------------------------- |
|                                                                                       |
| Gráfica elaborada por Wikipedia sobre la base de los datos del Censo Nacional de 2017 |

Pirámide de población
Del análisis de la pirámide de población se deduce lo siguiente:
- La población menor de 20 años es el 36,8% de la población total.
- La población comprendida entre 20-40 años es el 20,1%
- La población comprendida entre 40-60 años es el 20,5%
- La población mayor de 60 años es el 22,6%

Estos datos reflejan un patrón demográfico que indica un proceso de envejecimiento de la población y una ligera disminución en la tasa de natalidad anual. Esta estructura demográfica sugiere una menor proporción de jóvenes y una mayor representación de personas en edades más avanzadas.
Evolución de la población
Tras la llegada de los conquistadores, la población de Pampas Grande, al igual que en el resto del departamento, se componía principalmente de familias indígenas de origen huaylas y mestizos que se habían establecido atraídos por las oportunidades generadas por la colonización.

## Producción agrícola
| Cultivos        | Cosecha ha | Rendmto. t/ha | Produc. t | Precio S/kg | Valor Produc. S/. |
| --------------- | ---------- | ------------- | --------- | ----------- | ----------------- |
| Trigo           | 94.00      | 1.01          | 95.00     | 0.78        | 74,100            |
| Papa            | 90.00      | 9.80          | 882.00    | 0.31        | 273,420           |
| Cebada grano    | 74.00      | 1.01          | 75.00     | 0.60        | 45,000            |
| Olluco          | 16.00      | 4.31          | 69.00     | 0.50        | 34,500            |
| Alfalfa         | 6.00       | 24.00         | 144.00    | 0.32        | 46,080            |
| Quinua          | 5.00       | 1.00          | 5.00      | 2.50        | 12,500            |
| Oca             | 7.00       | 4.00          | 28.00     | 0.30        | 8,400             |
| Total Distrital | 292.00     | -             | 1.298.00  | -           | 494,000           |